# NXT The Great American Bash (2025)
NXT The Great American Bash (2025) (с англ. — «Большие Американские Разборки») или продвигаемое как The Great American Bash: Atlanta (с англ. — «Большие Американские Разборки: Атланта») — это тринадцатое Pay-per-view (PPV) в истории The Great American Bash, который провёл крупнейший реслинг-промоушен WWE, шестое для бренда NXT и двадцать седьмое Great American Bash в истории. Шоу прошло 12 июля 2025 года на Center Stage в Атланте, Джорджия; последний раз The Great American Bash был в 1992 году. Также шоу началось в неожиданное время: в 3:00 по Североамериканскому восточному времени.
На шоу было проведено пять матчей. В мейн-ивенте шоу, Джординн Грейс и Блэйк Монро победили Критическое Влияние (Джэси Джейн и Фаллон Хэнли), который был дебютом Монро на WWE. В другом важном матче, Итан Пейдж победил Рики Сэйнтса в матче "Удержания считаются везде" и сохранил Североамериканское чемпионство NXT.

## Производство

### Предыстория
The Great American Bash — это ежегодное Pay-per-view (PPV) созданное в 1985. После того, когда WWE выкупила World Championship Wrestling (WCW) в марте 2001 года, промоушен возродил событие как их первое pay-per-view (PPV) в 2004, которое продолжалось до 2009. После события в 2009, The Great American Bash было отменено как PPV. В 2012, WWE возродило событие как специальный эпизод для SmackDown, но снова было отменено. В 2020 году, WWE снова возродило событие, на этот раз для бренда NXT как специальный выпуск для NXT до 2023, который транслировалось через платформы WWE в прямой трансляции. Шоу снова стало специальным эпизодом для NXT  в 2024 году.
27 мая 2025 года было объявлено, что тринадцатый The Great American Bash под эгидой WWE, шестой для NXT и двадцать седьмой в целом будет проводиться в субботу, 12 июля 2025 года, на Center Stage в Атланте, Джорджия. В добавок к Peacock в США, шоу также транслировалось на  Netflix в большинствах международных магазинах и на WWE Network в оставшихся странах, которые ещё не перешли на Netflix из-за уже существующих контрактов. Это первый Great American Bash который вещал на Netflix после того, когда WWE Network слился с сервисом в январе. С Halloween Havoc в 2024, все главные шоу NXT стали носить логотип WWE вместо логотипа NXT, и это стало первый The Great American Bash с 2009 который использовал логотип промоушена, однако логотип NXT остался. У события также было особое время начала в 3:00 по Североамериканскому восточному времени, начавшись сразу с All In, большое  ежегодное  событие PPV производимое All Elite Wrestling.

### Сюжетные линии
Событие будет включать пять матчей, которые будут проходить по сценариям сюжетных линий. Все сюжетные линии написаны букерами промоушена и развивались в течение недели на телевизионном шоу WWE — NXT.
20 мая на эпизоде бренда NXT, Джаспер Трой атаковал Чемпиона NXT Оба Феми, которое привело к титульному матчу между двумя на эпизоде NXT 10 июня, где Феми сохранил титул. На следующей неделе, Йосики Инамура из Pro Wrestling Noah заявил, что он придёт за титулом Феми, и на эпизоде 24 июня, Феми заявил, что он хочет ещё соревнований и попросил противника. Инамура ответил на вызов и заявил об себе на титул. После их встречи, Трой атаковал Инамуру, перед перепалкой с Феми, также заявив, что он снова пойдет за титул. Позднее той же ночью, матч между Инамурой и Троем был назначен на эпизод 1 июля, где победитель сразится с Оба Феми за титул на The Great American Bash. Инамура выиграл этот матч.
27 мая на эпизоде бренда NXT, Джэси Джейн выиграла Чемпионство NXT среди женщин. Неделю спустя, семь женщин прервали празднование Джейн, каждые из них говорили, почему они заслуживают титульный матч, включая дебютировавшую Блэйк Монро (так же известную как Марая Мэй в All Elite Wrestling). 17 июня на эпизоде бренда NXT, Монро официально подписала контракт NXT, но её прервали Джейн и коллеги по "Критическому Влиянию", Фаллон Хэнли и Джесмин Никс. Они приняли проблему не отпраздновав победу Джейн. После того, когда они обменялись словами, Монро ударила Джейн, приведя это в драку, которая закончилась тем, что Хэнли и Джейн заслэмили Монро через стол. Неделю спустя, Джординн Грейс выиграла матч и стала претендентом #1 за титул на Evolution, которое пройдет через день после The Great American Bash, и на следующем эпизоде, Грейс говорила насчёт своей победы и заявила, что она уйдет с Evolution чемпионом, но их прервало Критическое Влияние, которое высмеяло Грейс и Монро. После обмена словами, Джейн попыталась атаковать Грейс, которая атаковала обратно, но была атакована Критическим Влиянием. Монро позднее выбежала и помогла Грейс. После, Генеральный менеджер NXT Ава объявила, что командный матч между Монро и Грейс против Хэнли и Джейн пройдёт The Great American Bash, который также станет телевизионном дебютом для Монро в WWE.
На Battleground, Трик Уильямс победил Джо Хендри и выиграл Чемпионство мира TNA, став первым рестлером WWE, который владел титулом TNA. 3 июня на эпизоде бренда NXT, Уильямс успешно защитил чемпионство против Майка Сантаны из TNA. 26 июня на эпизоде TNA Impact!, Директор TNA Сантино Марелла  анонсировал, что Хендри получит рематч за титул на TNA Slammiversary, однако, той же ночью, Сантана потребовал чтобы его включили в матч, так как шоу пройдет в его дома в Нью Йорке, и его добавили в матч. 1 июля на эпизоде бренда NXT, было объявлено, что подписание контракта на матч за титул пройдет на The Great American Bash.
С начала мая, Татум Пэксли впала в депрессию после потери своих друзей, Джиджи Долин и Шотци. В это время, Женская Североамериканская чемпионка NXT Сол Рука и её партнер Зария попытались встретиться с Пэксли, и в это время Иззи Дейм из группировки The Culling также попыталась встретиться с ней. 17 июня на эпизоде бренда NXT, Пэксли случайно не дала Зарии выиграть квалификационный матч против Дейм на Турнир на Выбывание Evolution за Чемпионство NXT среди женщин на Evolution, и это разозлило Зарию. На следующей неделе, Пэксли была в углу Дейм во время финала турнира, и после вмешательства, Зария и Рука вышли, оставив Пэксли с ними. На следующей неделе, Дейм и Пэксли победили Руку и Зарию в командном матче, где Дейм удержала Руку. Позднее той же ночью, Генеральный менеджер NXT Ава объявила, что Рука будет защищать своё чемпионство против Дейм на The Great American Bash.
На Stand & Deliver, Рики Сейнтс успешно защитил Североамериканское чемпионство NXT против Итана Пейджа. Их вражда продолжилась после события, и 27 мая на эпизоде  бренда NXT, Пейдж победил Сейнтса и выиграл титул после того, когда Пейдж травмировал горло Сейнтса. Две недели спустя, Сейнтс вернулся и атаковал Пейджа после успешной защиты титула, и  на эпизоде 1 июля, Пейдж сказал Сейнтсу сразиться с The Vanity Project из Evolve (Бред Бэйлор, Рикки Смоукс и and Чемпион Evolve WWE Джексон Дрейк), с кем Пейдж был в друзьях в матче гаунтлет Vanity Project, где если выиграет Сейнтс, он получил рематч за титул. Сейнтс сказал, что если он выиграет, он также выберет условие на матч. Генеральный менеджер NXT Ава на это согласилась. Матч прошёл на следующей неделе, где выиграл Сейнтс, назначив матч между Сейнтсом и Пейджем за титул на The Great American Bash. Сейнтс выбрал стипуляцию "Удержания Считаются Везде" на матч.
17 июня на эпизоде бренда NXT, Дже'Вон Эванс похвалил Джаспера Троя за его участие в матче за Чемпионство NXT предыдущей неделей, заявив, что время Троя придёт, но не раньше его времени. Трой сказал Эвансу убраться с его лица. На следующей неделе, Трой атаковал Эванса после его матча, а Эванс сделал то же самое Трою 1 июля. На следующей неделе, Трой атаковал Эванса дважды закулисами, и позднее той же ночью, оба начали драку. Соответственно было объявлено, что они сразятся друг с другом на The Great American Bash.

## Шоу
| Должность:              | Имя и Фамилия:   |
| ----------------------- | ---------------- |
| Английские комментаторы | Вик Джозеф       |
| Английские комментаторы | Кори Грейвс      |
| Английские комментаторы | Букер Ти         |
| Испанские комментаторы  | Марсело Родригес |
| Испанские комментаторы  | Джерри Сото      |
| Ринг-анонсер            | Майк Роум        |
| Рефери поединков        | Эдриан Батлер    |
| Рефери поединков        | Чип Дэннинг      |
| Рефери поединков        | Даллас Ирвин     |
| Рефери поединков        | Дэрэк Сандерс    |
| Рефери поединков        | Феликс Фернандес |
| Интервьюеры             | Келли Кинкейд    |
| Интервьюеры             | Сара Шрейбер     |
| Интервьюеры             | Блэйк Ховард     |
| Панель пре-шоу          | Меган Моргант    |
| Панель пре-шоу          | Сэм Робертс      |

### Важные матчи
Шоу началось с матча Джаспера Троя и Дже'Вон Эванса. Во время матча, Эванс провёл Фрог Сплэш Трою на отсчёт два. В конце матча, Эванс увернулся от попытки Троя провести Черную Дыру, и свернув его, одержал победу в матче.
Во втором матче, Сол Рука защищала Женское Североамериканское чемпионство NXT против Иззи Дейм. Перед матчем, Зария и Татум Пэксли завязали драку, позволив Дейм провести бомбу Руке, которая поместила ногу на верёвку и прервала удержание. Рука провела Гарпун Дейм, но Пэксли поместила ногу Дейм на верёвку перед тем, как быть атакованой Зарией. Сол Рука провела фирменный приём Сол Снэтчер Дейм и сохранила титул.
В третьем матче, Итан Пейдж защищал Североамериканское чемпионство NXT против Рики Сейнтса в матче Удержания Считаются Везде. Во время матча, Пейдж и Сейнтс дрались по всей арене с использованием разных оружий. Джаспер Трой вмешался и провёл "Слэм Чёрной Дыры" Сейнтсу. Сейнтс провёл Пейджу DDT на рампе на отсчёт два. Пейдж провёл "Эго Эдж" Сейнтсу, проломив им стулы и удержал его, сохранив титул.
Дальше был сегмент с подписанием контракта на TNA Slammiversary между Джо Хендри, Майком Сантаной и Чемпионом Мира TNA Триком Уильямсом. После того, когда участники записали промо на то, кто уйдёт чемпионом, Сантана и Хендри отправили Уильямса, проломив им стол аннонсеров. После, Уильямса атаковала группировка DarkState.
В предпоследнем матче, Оба Феми защищал Чемпионство NXT против Йошики Инамуры (в компании с Джошем Бриггсом). Во время матча, Инамура попытался провести Феми Фрог Сплэш, который восстановился и отправил Инамуру в судью. Бриггс ударил Феми титулом NXT, а Инамура провел "Фрог Сплэш"  ему, но судью до сих пор был в отключке. Инамура провёл Бомбу Синий Гром Феми на отсчёт два. В конце матча, Феми провёл Инамуре финишер Падение из Милости и сохранил титул.
Перед главным событием, Генеральный Менеджер NXT Ава сказала Трику Уильямсу, что он будет в команде с Джо Хендри и Майком Сантаной и сразится он против DarkState на следующем эпизоде NXT.

### Главное событие
В главном событии шоу, Джординн Грейс и Блэйк Монро сразились с Критическим Влиянием (Джэси Джейн и Фаллон Хэнли, в компании с Джасмин Никс). В середине матча, Чемпионка TNA среди нокаутов Маша Слэмович атаковала Никс, после чего Джейн и Хенли провели двойной приём Монро, который разорвала Грейс. Монро вырвалась из попытки удержания от Джейн, и, когда Грейс избивала Хэнли за рингом, Монро провела DDT  Джейн и удержала её, выиграв матч.

## После шоу

### WWE Evolution
На Evolution, Блэйк Монро предаёт Джординн Грейс, ударив её титулом, не дав ей завоевать титул.

### NXT
Трик Уильямс попытался доказать свою невиновность Аве, что он не подстраивал DarkState атаковать Хендри и Сантану, поэтому 15 июля на эпизоде бренда NXT, 6-командный матч был назначен. Временный союз закончился, когда Уильямс был изгнан из матча Хендри и Сантаной. Однако, группировка Система из TNA присоединяются в матч начать драку, и матч был объявлен несостоявшимся.
Также на том же эпизоде NXT Ава наказала Джаспера Троя, поместив его в матч против Рикки Сейнтса на следующем эпизоде NXT, который атаковал Сейнтса во время его матча против Итана Пейджа после того, когда Джаспер Трой проиграл Дже'Вону Эвансу. Это начало новую вражду между ними.
Из-за того, что Йошики Инамура и Джош Бриггс различались своими выборами: либо выиграть с честью или выиграть любым способом, Бриггс стал хилом и попросил матч против Оба Феми и Инамуры в Трёхстороннем матче на эпизоде NXT 22 июля.

## Результаты
| №                               | Результаты                                                                                              | Условия                                                           | Время |
| ------------------------------- | --- | ----------------------------------------------------------------- | ----- |
| 1                               | Дже'Вон Эванс победил Джаспера Троя                                                                     | Одиночный матч                                                    | 13:37 |
| 2                               | Сол Рука (ч) (с Зарией) победила Иззи Дейм (с Татум Пэксли)                                             | Одиночный матч за Североамериканское чемпионство NXT среди женщин | 11:43 |
| 3                               | Итан Пэйдж (ч) победил Рики Сэйнтса                                                                     | Матч Удержания Где Угодно за Североамериканское чемпионство NXT   | 14:46 |
| 4                               | Оба Феми (ч) победил Йошики Инамуру (с Джошем Бриггсом)                                                 | Одиночный матч за Чемпионство NXT                                 | 13:18 |
| 5                               | Джординн Грейс и Блэйк Монро победили Критическое Влияние (Джэси Джейн и Фаллон Хэнли) (с Джэсмин Никс) | Командный матч                                                    | 16:31 |
| - (ч) – чемпион на начало матча | |                                                                   |       |